# Серогрудая древесная сорока
Серогрудая древесная сорока (лат. Dendrocitta formosae) — вид птиц семейства врановых (Corvidae). Выделяют 8 подвидов. Распространены в Азии.

## Описание

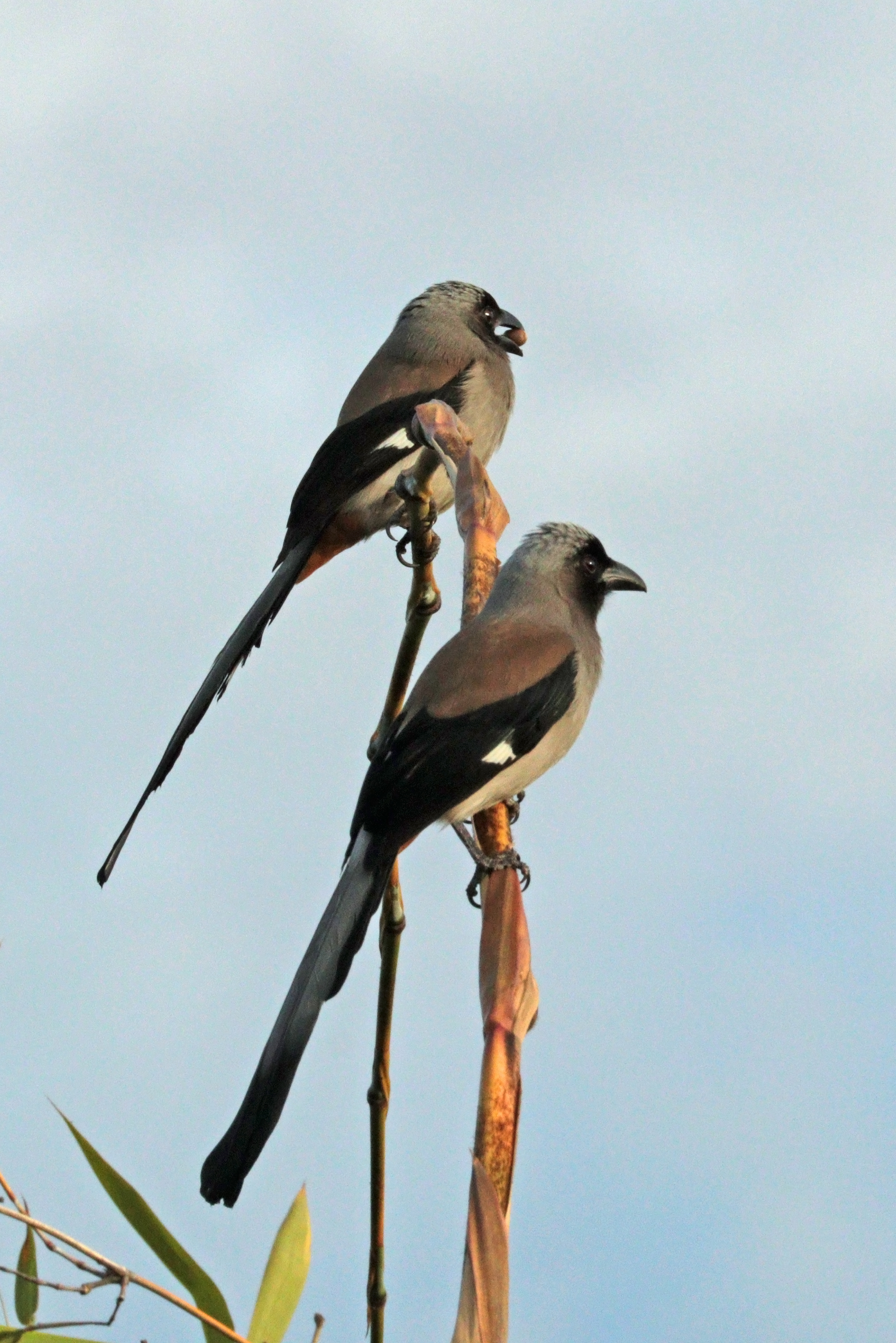
Пара птиц подвида D. f. himalayana в Непале

Серогрудая древесная сорока достигает длины 36—40 см и массы от 89 до 121 г. Половой диморфизм не выражен. Лицо и горло чёрные, макушка и затылок сероватые. Верхняя часть тела у западных подвидов бурая, у восточных подвидов сероватая. Надхвостье у подвидов в западной части ареала сероватое, а у восточных подвидов — белое. Крылья чёрные с заметным белым пятном. Нижняя часть тела серая, брюхо беловатое, подхвостье рыжее. Наружные рулевые перья и кончики центральных рулевых перьев чёрные. У восточных подвидов хвост полностью чёрного цвета. Клюв чёрный, ноги черновато-коричневые, радужная оболочка красного или красновато-коричневого цвета. Молодые особи более тусклые, все перья имеют рыжеватые кончики, макушка коричневатая.
Голос описан как резкий и скрипучий, но вокализация довольно разнообразна и включает в себя скрежещущий звук «k-r-r-r-r», а также более мелодичные ноты, такие как «tiddly-aye-kok» и «ko-ku-la», а также лающие крики «braap...braap...braap».

## Распространение и биология
Серогрудая древесная сорока распространена на юге Азии: предгорья Гималаев, Восточные Гаты, Бангладеш, Мьянма, Таиланд, Китай, Хайнань, Тайвань и северный Индокитай. В Гималаях встречается на высоте до 2400 м над уровнем моря, а в юго-восточном Китае — на высоте от 400 до 1200 м. В основном ведёт древесный образ жизни и встречается в различных местах обитания, включая леса, сельскохозяйственные угодья и вблизи поселений человека. Оседлый вид, обитающие на высокогорьях птицы могут зимой мигрировать в долины.
Серогрудая древесная сорока в основном добывает пищу на деревьях, но иногда на земле, особенно на возделываемых участках. Добывает пищу парами или небольшими группами, иногда присоединяются с смешанным группам птиц. В состав рациона входят разнообразные насекомые и другие беспозвоночные, фрукты, ягоды, нектар, зерно и другие семена, а также мелкие рептилии, яйца и птенцы. 
Моногамные птицы. Сезон размножения длится с апреля по июль, после сезона дождей. Гнездо чашевидной формы сооружается обеими родительскими птицами из ветвей и растительных волокон и размещается между ветвями деревьев или кустарников. В кладке 3—5 яиц беловатого, буроватого или бледно-зелёного цвета, с коричневыми или серыми пятнами. Насиживает кладку только самка в течение 20 дней. Птенцы полностью оперяются через три недели. И самец, и самка кормят птенцов. 

## Подвиды
- Dendrocitta formosae formosae Swinhoe, 1863 (Тайвань);
- Dendrocitta formosae occidentalis Ticehurst, 1925 (северо-западные Гималаи, запад Непала);
- Dendrocitta formosae himalayana Jerdon, 1864 (Непал, северо-восточная Индия, южный Китай, Индокитай);
- Dendrocitta formosae sarkari Kinnear & Whistler, 1930 (Восточные Гаты);
- Dendrocitta formosae assimilis Hume, 1877 (центральные и южные районы Мьянмы и Таиланда);
- Dendrocitta formosae sapiens (Deignan, 1955) (центральный Китай (провинция Сычуань);
- Dendrocitta formosae sinica Stresemann, 1913 (восток и юго-восток Китая, север Вьетнама);
- Dendrocitta formosae insulae Hartert, 1910 (остров Хайнань).